# Den Cleynen Eenhoeren

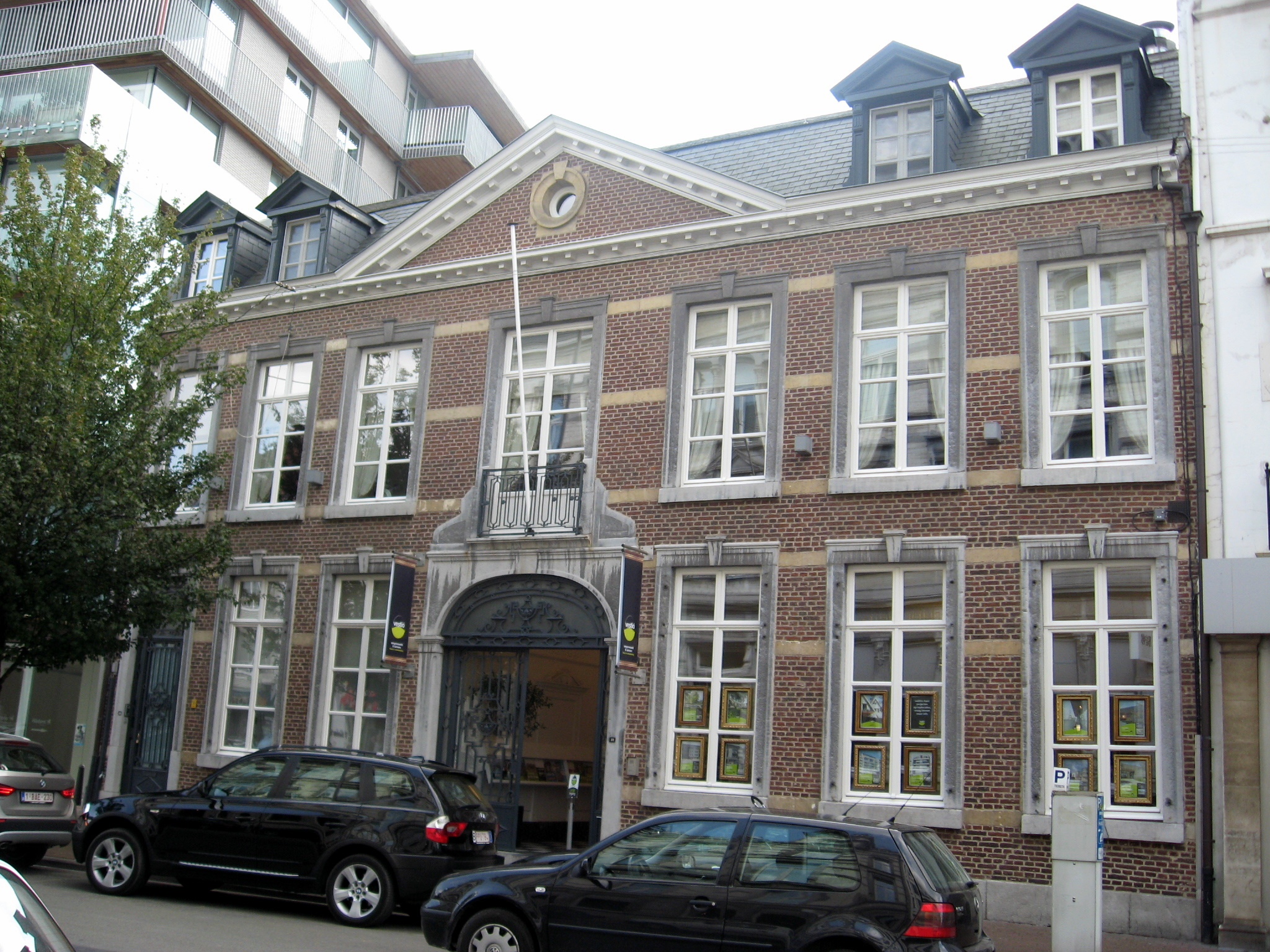
Den Cleynen Eenhoeren

Den Cleynen Eenhoeren is een statig pand aan de Havermarkt 20-22 te Hasselt.
In de 17e eeuw werd hier een huis vermeld dat eigendom was van Jan Sigers, een advocaat. Het huidige pand stamt uit de 2e helft van de 19e eeuw en werd gebouwd in neoclassicistische stijl. Het betreft een bijna symmetrische gevel met een centrale ingangspartij, met een balkon op de eerste verdieping, en bekroond door een driehoekig fronton. De symmetrie wordt enigszins doorbroken door een toegangsdeur ter linkerzijde.
In 1980 werd het gebouw geklasseerd als monument. In 2004 werd het gerestaureerd.